# خانه تاج
خانه تاج مربوط به دوره قاجار است و در کاشان، خیابان علوی، جنب خانه عباسیان واقع شده و این اثر در تاریخ ۱۰ خرداد ۱۳۸۲ با شمارهٔ ثبت ۹۰۲۸ به‌عنوان یکی از آثار ملی ایران به ثبت رسیده است.